# El tren de los niños
El tren de los niños (en italiano: Il treno dei bambini) es una película italiana coescrita y dirigida por Cristina Comencini, basada en la novela homónima de Viola Ardone. Se estrenó en el 19º Festival de Cine de Roma el 20 de octubre de 2024 y se estrenó en Netflix el 4 de diciembre de 2024.

## Argumento
En 1946, Antonietta, una madre soltera empobrecida, organiza un viaje para su hijo Amerigo desde Nápoles hasta el norte de Italia para vivir con una familia de acogida como parte de la iniciativa treni della felicità (trenes de la felicidad) organizada por el Partido Comunista Italiano (PCI) para transportar a los niños pobres del sur de Italia a familias del norte que pudieran apoyarlos en los años posteriores a la Segunda Guerra Mundial. Amerigo se niega a ir, pero cede cuando el novio de Antonietta lo descubre vendiendo fraudulentamente ratas pintadas de blanco a cambio de pieles. En la estación, una anciana asusta a los niños y a sus padres para que no envíen a los niños al norte, alegando que serían deportados a Siberia y devorados por caníbales, pero los cuadros del PCI arengan a la multitud con el terrible estado de sus hijos después de la guerra, superando la resistencia al viaje.
Al llegar a Módena, los niños son recogidos uno por uno por sus respectivas familias de acogida, y Amerigo, el último en ser acogido, es acogido a regañadientes en el último momento por Derna, una ex partisana que vive sola tras perder a su novio durante la guerra. Al día siguiente, Derna presenta a Amerigo a su hermano Alcide y a sus hijos Revo, Lucio y Nario. Alcide le enseña a Amerigo múltiples habilidades, entre ellas tocar el violín, por lo que Amerigo se apasiona. Al mismo tiempo, Amerigo entra en conflicto con Lucio, que está celoso del afecto de su padre hacia Amerigo. Cuando la familia de Alcide invita a Amerigo a probar a hornear pan en el horno, Amerigo, recordando el alarmismo de la anciana, se esconde en el bosque hasta que Derna promete que volverá a casa al final de la cosecha de trigo, lo que hace que poco a poco se abran el uno al otro.
Amerigo asiste a la escuela, donde es acosado por ser sureño mientras es defendido por un reticente Lucio. En un festival del Primero de Mayo, Lucio se burla de Amerigo por su madre, lo que lleva a Amerigo a golpearlo antes de huir. Luego se topa con Derna siendo golpeada por un colega chovinista. Más tarde esa noche, Amerigo compara a Derna con su madre, diciendo que Antonietta no se habría dejado tratar de esa manera antes de consolarla mientras se derrumba en lágrimas. La noche siguiente, un desesperado Lucio busca la ayuda de Amerigo para encontrar a Rossana, una niña nostálgica del sur que huyó después de que Lucio le dijera que siguiera las vías del tren a casa. Encuentran a Rossana junto a las vías junto a un esqueleto que descubrió antes. Lucio finalmente se hace amigo de los dos.
Llega la cosecha y los niños del sur son enviados a casa. Amerigo es recibido con frialdad por su madre, quien cínicamente le dice que está destinado a una vida de indigencia. Después de un tiempo, Amerigo, que es el único niño que no recibe mensajes ni regalos de sus padres adoptivos en el norte, visita las oficinas del PCI y se entera de que su madre le había ocultado los paquetes de Derna. Al llegar a casa, Antonietta revela que había empeñado el violín que Amerigo recibió de Alcide. Cuando Amerigo le reprocha su egoísmo, Antonietta le da una bofetada. Esa noche, Amerigo se escapa y toma un tren a Módena, donde se reencuentra con Derna entre lágrimas.
En 1994, un Amerigo adulto, que ahora es un violinista de éxito, se entera de la muerte de Antonietta. Al llegar a Nápoles, descubre su viejo violín que Antonietta había rescatado, lo que lo hace llorar. Una voz en off revela que Antonietta había permitido que Amerigo se escapara y le había escrito a Derna pidiéndole que lo aceptara de forma permanente o lo enviara de vuelta, diciendo que aquellos que dejan ir a otros los aman más que aquellos que los conservan.

## Rodaje
La película se rodó en Pistoia y Montalcino, ambas en Toscana, así como en Nápoles y Reggio Emilia.

## Lanzamiento
El 12 de febrero de 2024 se lanzó un avance de la película. Se lanzaron imágenes promocionales en mayo de 2024. Se lanzó un póster teaser el 18 de julio de 2024.
La película se estrenó en el 19.º Festival de Cine de Roma el 20 de octubre de 2024. Se estrenó en Netflix el 4 de diciembre de 2024.